# نوبتي (اسماعيلي كرمان)
نوبتي (بالفارسية: نوبنی) هي منطقة سكنية تقع في إيران في منطقة إسماعيلي. يقدر عدد سكانها بـ 518 نسمة بحسب إحصاء 2016.